# کروتالاریا لانجیروستراتا

کروتالاریا لانجیروستراتا (انگلیسی: Crotalaria longirostrata) که یا نام چیپیلین (اسپانیایی: Chipilín‎) هم شناخته می‌شود، نوعی گیاهان پایا از نوع حبوبات است که بومی مکزیک و آمریکای مرکزی است. به این گیاه «نخود شنی نوک‌بلند» هم می‌گویند.
برگ‌های این گیاه، سبزی خوردنی رایجی در مکزیک (به ویژه در چیاپاس، اوآخاکا، تاباسکو) و در کشورهای آمریکای مرکزی به خصوص السالوادور و گواتمالا است. این برگ‌ها حاوی آهن، کلسیم، منیزیم و بتا-کاروتن فراوانی است.